# Стівен Гант
Стівен Гант (англ. Stephen Hunt; нар. 1 серпня 1981, Порт-Лійше) — ірландський футболіст, півзахисник клубу «Вулвергемптон Вондерерз».

## Клубна кар'єра
У дорослому футболі дебютував 1998 року виступами за команду клубу «Крістал Пелес», в якій провів три сезони, взявши участь лише у 3 матчах чемпіонату.
Привернув увагу представників тренерського штабу клубу «Брентфорд», до складу якого приєднався 2001 року. Відіграв за клуб з Лондона наступні чотири сезони своєї ігрової кар'єри. Вже в цій команді, більшість часу, проведеного у її складі, був основним гравцем.
2005 року уклав контракт з клубом «Редінг», у складі якого провів наступні чотири роки своєї кар'єри гравця. Граючи у складі «Редінга» також здебільшого виходив на поле в основному складі команди.
Протягом 2009—2010 років захищав кольори команди клубу «Халл Сіті».
До складу клубу «Вулвергемптон Вондерерз» приєднався 2010 року. Наразі встиг відіграти за клуб з Вулвергемптона 31 матч в національному чемпіонаті.

## Виступи за збірні
2000 року залучався до складу молодіжної збірної Ірландії. На молодіжному рівні зіграв в одному офіційному матчі.
2007 року дебютував в офіційних матчах у складі національної збірної Ірландії. Наразі провів у формі головної команди країни 37 матчів, забивши 1 гол.